# Dobrowoda (powiat hajnowski)
Dobrowoda, dawn. Dobrywoda – wieś w Polsce położona w województwie podlaskim, w powiecie hajnowskim, w gminie Kleszczele.

## Opis
Wieś królewska starostwa kleszczelowskiego w ziemi bielskiej województwa podlaskiego Korony Królestwa Polskiego w 1795 roku. 
Według Powszechnego Spisu Ludności z 1921 roku wieś zamieszkiwało 297 osób, wśród których 1 była wyznania rzymskokatolickiego, 293 prawosławnego a 3 mojżeszowego. Jednocześnie 296 mieszkańców zadeklarowało polską przynależność narodową a 1 białoruską. Było tu 70 budynków mieszkalnych.
W latach 1975–1998 miejscowość należała administracyjnie do województwa białostockiego.
We wsi przystanek kolejowy, filialna cerkiew prawosławna pod wezwaniem św. Paraskiewy (należąca do parafii w Kleszczelach) oraz dwa cmentarze prawosławne założone w XIX wieku. Wierni kościoła rzymskokatolickiego należą do parafii św. Zygmunta w Kleszczelach.